# Napoleon B. Broward

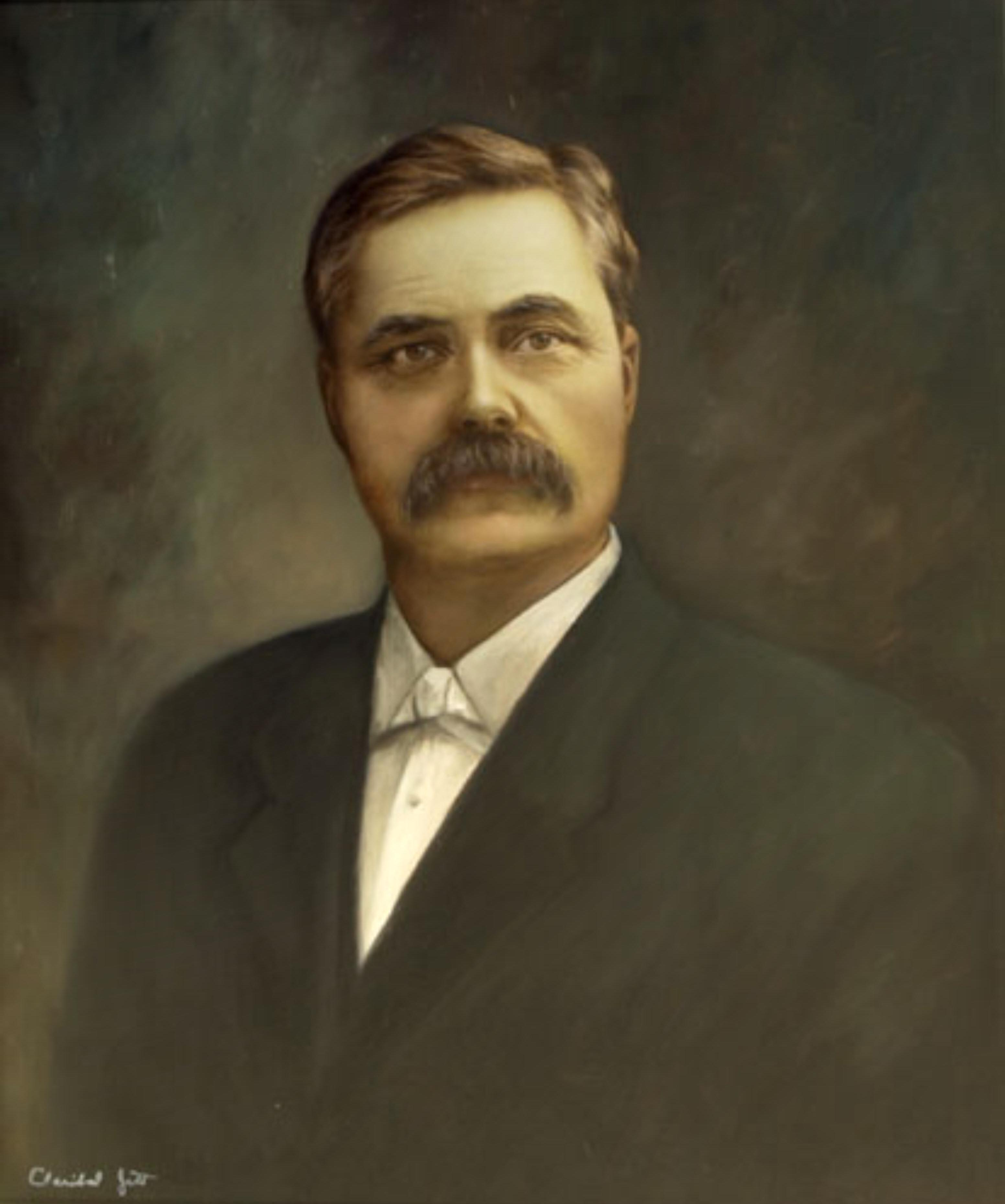
Napoleon B. Broward

Napoleon Bonaparte Broward, född 19 april 1857 i Duval County, Florida, död 1 oktober 1910 i Jacksonville, Florida, var en amerikansk demokratisk politiker. Han var guvernör i Florida 1905-1909.
Broward gifte sig 1883 med Carrie Kemp. Hon avled i barnsäng senare samma år. Sonen som hon födde avled några dagar senare. Broward gifte om sig 1887 med Annie Douglass.
En av Browards viktigaste kampanjfrågor i guvernörsvalet 1904 var projektet att omvandla träskområdet Everglades till bördig åkermark. Han vann knappt mot kongressledamoten Robert Wyche Davis i demokraternas  primärval. Han vann därefter själva guvernörsvalet och efterträdde William Sherman Jennings som guvernör i januari 1905. Broward efterträddes 1909 av Albert W. Gilchrist.
Browards grav finns på Evergreen Cemetery i Jacksonville. Broward County har fått sitt namn efter Napoleon B. Broward.